# Erik Bergström (möbelsnickare)
Erik (Erick) Matsson Bergström, född 1704, död 18 december 1782, var en svensk möbelsnickare.
Erik Bergström blev ämbetsmästare i Stockholm 1741, då han erhöll mästarbrev av Stockholms hallrätt. Mästare i Stockholms Snickareämbete kallades för ämbetsmästare. Han lärde hos Tobias Wilhelm d.ä. 24 april 1723 - 21 april 1726. Hans mästerstycke var ett skåp och ett bord. Han fick sitt burskap som borgare 4 augusti 1741 och var ålderman 11 maj 1759 till 2 november 1764, och han var verksam till sin död 1782. Bergström hade 29 lärlingar inskrivna, varav 22 blev gesäller efter lärotider på 3 och 6 år. Av dessa blev två ämbetsmästare, Johan Fredrick Salborg 1757 och Mathias Engström 1758. Bergström har bland annat utfört en snedklaffsekretär, som är fanerad med valnötsträ, jakaranda, plommonträ och ådror av lönn och sjödränkt ek.